# Toon Verhoef
Anthonie Wilhelmus (Toon) Verhoef, né le 17 octobre 1946 à Voorburg, est un peintre néerlandais, céramiste et conférencier d'art.

## Biographie
Toon Verhoef a étudié à l'Académie royale des beaux-arts d'Amsterdam de 1965 à 1966, puis a étudié l'histoire de l'art à l'Université d'Afrique du Sud à Johannesbourg de 1966 à 1968. Par la suite, il reçut un enseignement à l'Ateliers '63 à Haarlem de 1968 à 1970.
Il a été récompensé par le Prix Buning Brongers en 1980, le Sandberg Prize en 1985, puis le Prix Heineken en 1988.

## Sélection de publications
- Toon Verhoef, Carel Visser, Toon Verhoef, Carel Visser: de lakenhal-leiden 4/4 - 26/5 1974., 1974.
- Toon Verhoef, Stedelijk Van Abbemuseum (1986). Toon Verhoef - schilderijen en tekeningen, 1968-1986.
- Toon Verhoef, Castello di Rivoli (Museum : Rivoli, Italy). (1989). Toon Verhoef: Castello di Rivoli, 6 ottobre-3 dicembre 1989.
- Rudi H. Fuchs, Galerie Onrust (2013). Toon Verhoef: 12 schilderijen, 2012-2013.